# Bohas-Meyriat-Rignat
Bohas-Meyriat-Rignat là một xã ở tỉnh Ain, vùng Auvergne-Rhône-Alpes thuộc miền đông nước Pháp. It is located 15 km southeast of Bourg-en-Bresse.

## History
The commune was created in tháng 1 năm 1974 as a grouping of the 3 villages Bohas, Meyriat, and Rignat.